# Истина о четницима
„Истина о четницима“ је српски документарни филм из 2005. године у продукцији Телевизије „БеЛ канал“ из Бање Луке. Режирао га је Синиша Рашљић, који је уједно урадио и сценарио. Филм је сниман од јануара 2004. до априла 2005. на више локације у Српској и Србији. Монтажу је радио Бојан Старчевић, а текст читао Небојша Зубовић.
Филм говори о судбинама припадника Југословенске војске у отаџбини током Другог свјетског рата.